# Skriðuhnúkur
Skriðuhnúkur är en bergstopp i republiken Island. Den ligger i regionen Suðurland, 70 km öster om huvudstaden Reykjavík. Toppen på Skriðuhnúkur är 623 meter över havet.
Trakten runt Skriðuhnúkur är nära nog obefolkad, med mindre än två invånare per kvadratkilometer. Närmaste större samhälle är Laugarvatn, omkring 19 kilometer söder om Skriðuhnúkur. Trakten runt Skriðuhnúkur består i huvudsak av gräsmarker.